# Sobór Zaśnięcia Matki Bożej w Lucynie

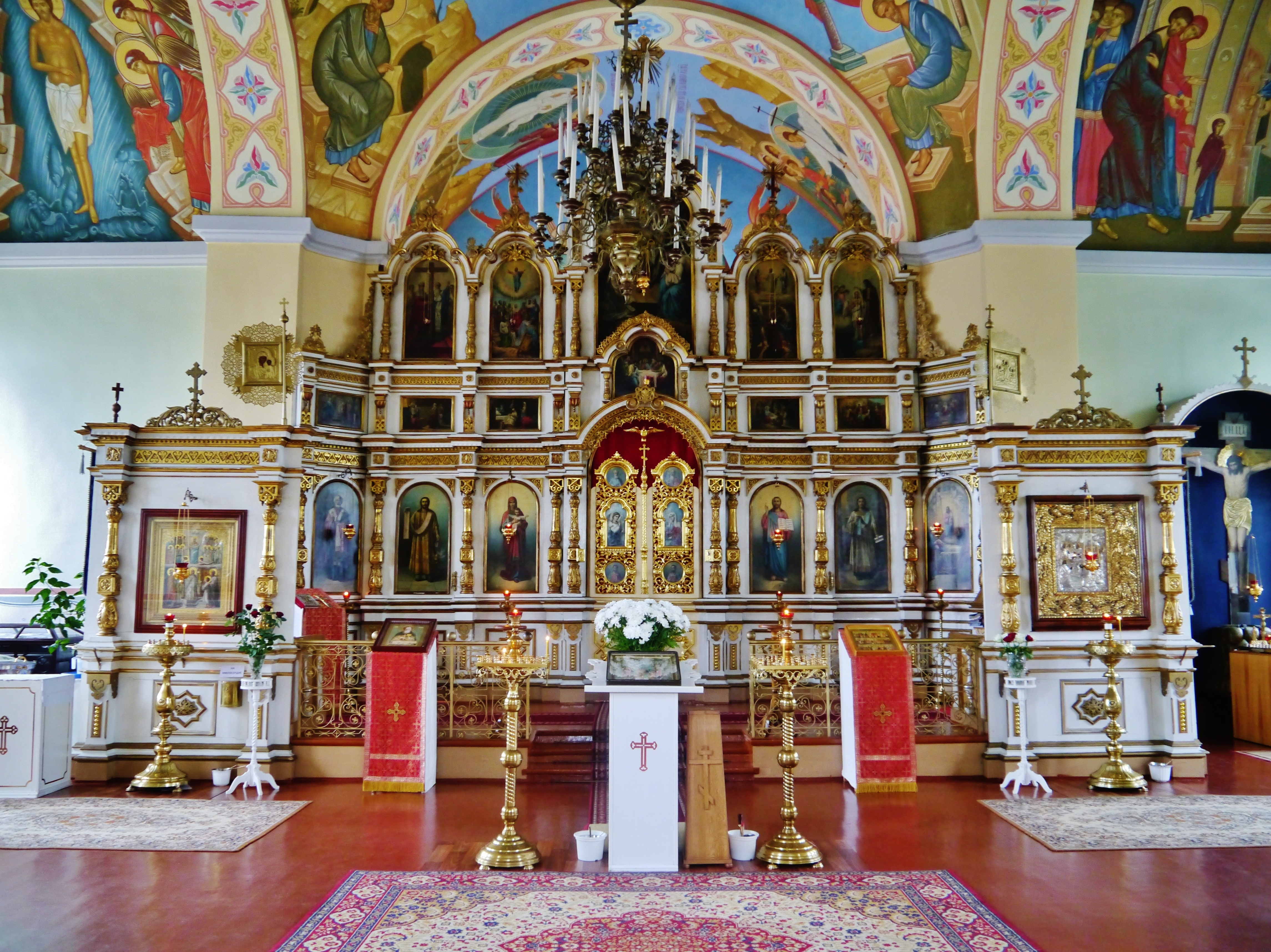
Ikonostas

Sobór Zaśnięcia Matki Bożej – prawosławna cerkiew parafialna w Lucynie, w dekanacie rzeżyckim eparchii dyneburskiej Łotewskiego Kościoła Prawosławnego.
Parafia prawosławna w Lucynie istnieje od 1833. W pierwszych latach swojego funkcjonowania jej świątynią była tymczasowo urządzona cerkiew domowa. Obecny budynek sakralny, cerkiew Zaśnięcia Matki Bożej, był wznoszony w centralnym punkcie miasta w latach 1843–1845 i poświęcony 19 sierpnia 1845. W 1878 cerkiew została podniesiona do rangi soboru. W latach 1900–1901 z inicjatywy proboszcza parafii w Lucynie, ks. Fiodora Nikonowicza, Świątobliwy Synod Rządzący sfinansował kapitalny remont obiektu, połączony z podwyższeniem dzwonnicy o 4 metry i kopuł o 8 metrów. We wnętrzu świątyni pojawił się również nowy ikonostas. W 1906 parafianie sfinansowali zakup nowego dzwonu dla soboru. Kolejny remont obiekt przeszedł w 1934, gdy za sumę dwóch tysięcy łatów przeprowadzona została renowacja całego budynku. Już cztery lata później sobór ucierpiał w pożarze: w czasie Świętej Liturgii zapaliła się główna kopuła obiektu. Kolejne straty świątynia poniosła wskutek bombardowań w okresie II wojny światowej. W okresie przynależności Łotwy do ZSRR świątynia pozostawała czynna.
Sobór reprezentuje styl klasycystyczny. Został wzniesiony na planie krzyża. Wejście do budynku prowadzi przez portyk z rzędem kolumn toskańskich, ponad którym wznosi się dzwonnica z malowaną na błękitno kopułą i iglicą zakończoną krzyżem. Druga z kopuł cerkwi jest zlokalizowana nad nawą obiektu i również jest malowana na niebiesko; wieńczy ją mniejsza cebulasta kopułka z krzyżem. Ściany boczne budynku malowane są na żółto i biało, zdobione rzędami pilastrów. Teren cerkwi otacza ogrodzenie z ozdobną bramą.